# Richard N. Gladstein
Richard N. Gladstein (New York, 4 giugno 1961) è un produttore cinematografico e sceneggiatore statunitense, candidato per due volte all'Oscar al miglior film.

## Biografia
Nato in una famiglia di religione ebraica, Richard Gladstein si laurea in comunicazione all'Università di Boston. Per due anni a partire dal 1993 ha ricoperto il ruolo di vicepresidente esecutivo della casa cinematografica Miramax, producendo anche diversi film noti come Le iene, Le regole della casa del sidro, Neverland - Un sogno per la vita (per questi ultimi due ricevette anche la nomination agli Oscar per il miglior film), The Bourne Identity e The Hateful Eight.

## Filmografia

### Produttore
- Silent Night, Deadly Night 4: Initiation, regia di Brian Yuzna (1990)
- Silent Night, Deadly Night 5: The Toy Maker, regia di Martin Kitrosser (1991)
- Studio 54 (54), regia di Mark Christopher (1998)
- Bugie, baci, bambole & bastardi (Hurlyburly), regia di Anthony Drazan (1998)
- Kiss Me (She's All That), regia di Robert Iscove (1999)
- Le regole della casa del sidro (The Cider House Rules), regia di Lasse Hallström (1999)
- The Bourne Identity, regia di Doug Liman (2002)
- Levity, regia di Ed Solomon (2003)
- Neverland - Un sogno per la vita (Finding Neverland), regia di Marc Forster (2004)
- Il diario di una tata (The Nanny Diaries), regia di Shari Springer Berman e Robert Pulcini (2007)
- Mr. Magorium e la bottega delle meraviglie (Mr. Magorium's Wonder Emporium), regia di Zach Helm (2007)
- Killshot, regia di John Madden (2008)
- Paper Man, regia di Kieran Mulroney e Michele Mulroney (2009)
- The Time Being, regia di Nenad Cicin-Sain (2012)
- The Hateful Eight, regia di Quentin Tarantino (2015)
- Dominion, regia di Steven Bernstein (2016)

### Produttore esecutivo
- Silent Night, Deadly Night 3: Better Watch Out!, regia di Monte Hellman (1989)
- L'infiltrato (Beyond the Law), regia di Larry Ferguson (1992) - film TV
- Le iene (Reservoir Dogs), regia di Quentin Tarantino (1992)
- Weekend senza il morto (Only You), regia di Betty Thomas (1992)
- Young Americans (The Young Americans), regia di Danny Cannon (1993)
- 3 giorni per la verità (The Crossing Guard), regia di Sean Penn (1995)
- Jackie Brown, regia di Quentin Tarantino (1997)
- Duplex - Un appartamento per tre (Duplex), regia di Danny DeVito (2003)

### Sceneggiatore
- The Time Being, regia di Nenad Cicin-Sain (2012)